# Rachele Brooke Smith
Rachele Brooke Smith (7 de noviembre de 1987) es una actriz y bailarina estadounidense. Su talento de baile se ha podido ver en películas como Center Stage: Turn It Up, Bring it on: Lucha hasta el final y Burlesco.

## Biografía
Rachele nació 7 de noviembre de Tracy y el Dr. Kris Smith. Ella es la segunda más grande de cinco hijos. Creció en Arizona, Rachele ha desarrollado una amplia variedad de intereses, como el esquí, el tenis, break dance, y la enseñanza. Se graduó de la escuela secundaria en 2006 y continuó sus estudios en Utah. Actualmente, se está especializando en Psicología y está estudiando una maestría en Servicios Humanos y Gestión [1].
Desde su llegada a Hollywood a menos de cinco años, Rachele ha sido presentada como bailarina en la adaptación de Robert Zemeckis de A Christmas Carol, la comedia de Zac Efron 17 Again y en Alvin y las Ardillas: la secuela. Rachele también bailó como un Ironette en Iron Man 2, y más recientemente, fue una bailarina destacada en el nuevo musical Burlesque, protagonizada por Cher y Christina Aguilera.
Rachele ha desempeñado un papel principal junto a Peter Gallagher en la película de 2008, Center Stage: Turn It Up y en 2009 interpretó a Avery en una nueva entrega de la franquicia de Bring It On, Bring It On: Lucha hasta el final con Christina Milian. Rachele acaba de concluir el trabajo en la barra de comedia de la playa próxima, donde interpretó a la valiente protagonista, Sara West. [2] [3]
Rachele Brooke Smith hizo su debut en la televisión cuando ella como actriz invitada en funciones de salida (2007) para PAX TV, y el año pasado, apareció en la exitosa serie de Lifetime, ¿Cómo lucir bien desnuda alojado por Carson Kressley. Recientemente Rachele ha aparecido en series de ficción de la ABC, Eli Stone, Glee (sobre todo como una bailarina destacada en el episodio de estreno de la temporada "Britney / Brittany"), y la comedia de CBS Cómo conocí a vuestra madre como la dama de rojo. [4 ] [3]
Rachele se ha convertido en el rostro de las campañas de comercialización de Skechers, Ropa Capezio, aquí Nappy Hip-Hop de engranajes de 2009 Brecha de la campaña de vacaciones, y Old Navy. Recientemente, ella ha aparecido en videos musicales de John Legend y Andre 3000.
le gusta el dulce de leche y la manteca.